# نبيل بولندي
نبيل بولندي هي لوحة زيتية رسمها رامبرانت في عام 1637، اللوحة حالياً ضمن مقتنيات المعرض الوطني للفنون  في واشنطن.